# Chico Canta
Chico Canta è un disco pubblicato da Chico Buarque nel 1973 ed è la colonna sonora del film Calabar: o Elogio da Traição, di Chico Buarque e Ruy Guerra.

## Tracce
1. Prólogo -  C. Buarque, R. Guerra
2. Cala a boca, Bárbara -  C. Buarque, R. Guerra
3. Tatuagem -  C. Buarque, R. Guerra
4. Anna de Amsterdam -  C. Buarque, R. Guerra
5. Bárbara -  C. Buarque, R. Guerra
6. Não existe pecado ao sul do equador / Boi Voador Não Pode -  C. Buarque, R. Guerra
7. Fado tropical -  C. Buarque, R. Guerra
8. Tira as mãos de mim -  C. Buarque, R. Guerra
9. Cobra de vidro -  C. Buarque, R. Guerra
10. Vence na vida quem diz sim -  C. Buarque, R. Guerra
11. Fortaleza -  C. Buarque, R. Guerra